# 비뇨의학과
비뇨의학과(泌尿醫學科) 또는 비뇨기과(泌尿器科)(영어: urology)는 남성과 여성의 비뇨계통(urinary system)과 남성의 생식계통(male reproductive system)에 대한 진단·연구를 하는 의학 분야로, 수술적 치료와 약물적 치료를 병행한다.
비뇨기과에서는 남성과 여성에 공통적으로 존재하는 콩팥, 부신, 요관, 방광, 요도의 비뇨계통 기관과 남성에 존재하는 전립샘, 고환, 부고환, 정관, 정낭, 음경의 생식기관의 질병을 다루고 있다.
비뇨계통과 생식계통은 밀접하게 관련이 있고, 둘 중에 하나에 이상이 있으면 다른 하나에 영향을 미친다. 이러한 이유로 비뇨의학과에서는 비뇨생식기계 질환을 함께 다루고 있다. 비뇨의학과에서는 요로감염, 전립선 비대증과 같은 질환을 약물적 치료하기도 하고, 전립선암, 방광암, 신장결석, 선천성 기형, 손상, 요실금에 대해서 수술적 치료를 하고 있다.
비뇨기과에서는 각종 질환을 최소 침습 로봇 수술, 복강경 수술, 레이저 수술, 내시경 수술로 각종 질환을 치료하고 있어, 외과계열중에서 최고 수준의 기술을 이용한 수술들이 행해지고 있다. 비뇨기과의사는 개복수술 및 최소 침습수술 분야에 대해서 잘 훈련되어 있으며, 초음파, 내시경과 다양한 레이저를 이용하여 양성 및 악성질환들을 치료하고 있다. 또한 로봇수술 분야에서 외과계열에서 선도적 역할을 하고 있다. 비뇨의학과의사는 다양한 질환을 종양과, 신장내과, 부인과학, 남성학, 소아외과, 대장항문외과, 소화기학, 내분비학을 다루는 의사들과 협진을 하여 치료하고 있다.
미국에서 비뇨의학과는 인기과인 상태로, 비뇨의학과전문의 과정을 위해서는 동료의사들과 경쟁을 해야 하며, 미국 의대 졸업자의 1.5%가 비뇨기과 전문의 과정을 밟는다. 하지만 2008년 이후 한국에서는 비인과로 분류되고 있는 상태이다. (그 이전에는 비뇨의학과전공의가 되기 위해 경쟁을 해야 했음.)
비뇨의학과 전문의가 되기 위해서는 의사고시에 합격해야 하고, 인턴 1년과 레지던트 4년을 수료해야 한다. 수료한 이 후에 전문의 자격시험에 합격하면 비뇨의학과 전문의가 된다.

## 비뇨기과에서 주로 다루는 질환
- 전립선비대증
- 요로 결석
- 음낭수종
- 잠복고환
- 방광염
- 요실금
- 포경수술
- 정관 수술
- 발기부전
- 요로감염증
- 요로 기형
- 생식 기형
- 정계정맥류
- 전립선암
- 방광암
- 신장암
- 조루

## 같이 보기
- 남성의학과